# Silbenanalytische Methode
Die Silbenanalytische Methode nach Röber (2009) unterscheidet sich von anderen Methoden des Schriftspracherwerbs dadurch, dass nicht Buchstaben und ihre Beziehungen zu Einzellauten in den Blick genommen werden, sondern Silben zentral stehen. Denn in ihnen spiegeln sich erstens Strukturen wider, anhand derer sich die Orthographie als System entdecken lässt (vgl. Maas (1992:Kap.21-25)) und zweitens kommt der Zugang zur Schrift über Silben den Wahrnehmungskategorien von Kindern bei Schuleintritt entgegen (vgl. Röber (2009:12-13)).
Die sonst übliche Orientierung an Buchstaben und ihren Beziehungen zu Segmenten, die als Laute bezeichnet werden, wird in der Silbenanalytischen Methode und anderen sprachwissenschaftlich fundierten Ansätzen zum Schriftspracherwerb als Irrweg gesehen, dem die falsche Annahme, geschriebene Sprache bilde gesprochene Sprache ab, zugrunde liege. 1 Dementsprechend helfe auch die im Anfangsunterricht oft gehörte Aufforderung „Schreibe, wie du sprichst!“ Kindern nicht weiter. Röber (2009:5-9) verdeutlicht vielmehr, dass diese Aufforderung ein Schriftwissen voraussetzt, das die Kinder erst noch aufbauen müssen, d. h. nur durch die Auseinandersetzung mit der Schrift könnten Kinder überhaupt lernen, was sie zu „hören“ haben (vgl. Phonologische Bewusstheit).
Zum Aufbau dieses Schriftwissens soll die systematische Präsentation der Schrift in „Worthäusern“ beitragen. Das „Haus“ selbst steht dabei für die betonte Silbe, die „Garage“ für die Reduktionssilbe, verschriftlicht werden also Trochäen. 2 Das erste „Zimmer“ steht dabei jeweils für den Anfangsrand, das zweite für den  Reim der Silbe (vgl. Röber (2009:155)). Mit Maas (1992 und 2006) werden außerdem vier Wortgestalten unterschieden, die sich aus der Offenheit bzw. Geschlossenheit der betonten Silbe und dem losen bzw. festen Anschluss des Nukleus der betonten Silbe an den Folgekonsonanten ergeben. 3 Röber (2009) empfiehlt zur Erschließung dieser Wortgestalten und der damit einhergehenden orthographischen Regularitäten die folgende Progression:

## Erarbeitung der Wortgestalten

### Offene betonte Silbe mit losem Anschluss
(vgl. Röber (2009:158))

Durch das Eintragen von Wörtern dieser Wortgestalt in das Häuserbild lernen die Kinder, dass im zweiten „Zimmer“ immer Vokalbuchstaben „wohnen“, im ersten Konsonantenbuchstaben. Dadurch lernen sie, zwischen diesen beiden Gruppen zu unterscheiden. Sie erkennen außerdem, dass im zweiten „Zimmer“ der Garage (der Reduktionssilbe) immer der Vokalbuchstabe <e> (Verschriftung des Reduktionsvokals Schwa) auftritt, der mit den Sonorantenbuchstaben <l>, <n> oder <r> den Reim der Reduktionssilbe bilden kann (z. B. <Fabel, Degen, Feder, handeln, Eltern>) (vgl. Röber (2009:158)). Das Lesen üben die Kinder nach der Silbenanalytischen Methode in drei Schritten (vgl. Röber (2009:158)):
1. Abtrennen der Reduktionssilbe, ohne diese jedoch zu artikulieren, da es sonst zu einem verfälschenden „Dehnlesen“ kommen würde
2. Lesen des Reims der betonten Silbe (entspricht dem zweiten Zimmer des Hauses)
3. Lesen des gesamten Worts mit der richtigen Betonung der Silben

Das Abtrennen der Reduktionssilbe folgt der orthographischen Regel, dass diese Silbe nahezu immer mit dem Konsonantenbuchstaben vor <e> beginnt. Diese Vorgehensweise kann den Kindern spielerisch durch das Bild eines Cowboys, der sich Wörtern von rechts nähert, um sie mit seinem Lasso einzufangen, nahegebracht werden (vgl. Röber (2009:159)). Es folgen Übungen zum Lesen und Schreiben weiterer trochäischer Wörter des Typs <Hüte>, z. B. zu komplexen Anfangsrändern, zum Auftreten des Dehnungs-h und zu Diphthongschreibungen (vgl. Röber (2009:160-161)).

### Geschlossene betonte Silbe mit festem Anschluss
(vgl. Röber (2009:162))

Diese Wortgestalt weist im Häuserbild die Besonderheit auf, dass Konsonantenbuchstaben im zweiten Zimmer des Hauses „wohnen“. Dadurch verändert sich auch die Qualität des Vokals der betonten Silbe. Da die veränderte Vokalqualität sich jedoch nicht in eigenen Vokalbuchstaben niederschlägt, werden die Vokalbuchstaben in den Häuserbildern des Typs <Hüte> und des Typs <Hüfte> zur besseren Veranschaulichung farblich unterschiedlich gekennzeichnet (vgl. Röber (2009:162)).
Beim Lesen wird – wie bei Wörtern des Typs <Hüte> – so verfahren, dass zunächst die Reduktionssilbe abgetrennt wird. Dann wird der Reim der betonten Silbe als Einheit artikuliert, bevor das ganze Wort gelesen wird (vgl. Röber (2009:163)).

### Offene betonte Silbe mit festem Anschluss
(vgl. Röber (2009:163))

Durch die vergleichende Gegenüberstellung von Wörtern wie <beten>, <besten> und <Betten> oder <Ofen>, <Osten> und <offen> erkennen die Kinder, dass bei Schärfungswörtern (also z. B. <Betten> und <offen>) – wie bei Wörtern des Typs <Hüfte> – auf den Vokal der betonten Silbe unmittelbar ein Konsonant folgt. Die Besonderheit ist hier jedoch, dass „[d]er Konsonant für den festen Anschluss […] nicht Teil der selben Silbe [ist], sondern […] den Anfangsrand der Reduktionssilbe [bildet]“ (Röber (2009:163)). 4 Schärfungswörter sind daher nicht syllabierbar. Dies schlägt sich orthographisch in der Verdopplung des Konsonantenbuchstabens nieder. Die feste Verbindung der beiden Silben wird didaktisch dadurch symbolisiert, dass die „Garage“ ins „Haus“ rückt. Der eine Konsonantenbuchstabe kann dabei ins zweite „Zimmer“ des „Hauses“ eingetragen werden, um die Parallele zu Wörtern des Typs <Hüfte> (fester Anschluss) zu verdeutlichen; es kann jedoch auch der Doppelkonsonantenbuchstabe in das erste „Zimmer“ der Garage gesetzt werden.  Dadurch unterscheidet sich diese Darstellung von anderen Darstellungen, die das Häuserbild übernommen haben, aber die gleichen Konsonantenbuchstaben auf die Schreibung der beiden Silben verteilen. Dadurch entsteht der Eindruck einer geschlossenen betonten Silbe. Die Kinder lesen das Wort dann in aller Regel syllabiert mit zwei Konsonanten oder einem gedehnten Konsonanten, artikulieren also ein Kunstwort, das das typische Merkmal der Schärfungswörter nicht mehr hat.

### Geschlossene betonte Silbe mit losem Anschluss

(vgl. Röber (2009:165))
An Wörtern des Typs <Hühnchen> sollen die Kinder erkennen, dass der Vokal klingt wie beim Typ <Hüte> und das zweite „Zimmer“ des Hauses damit eigentlich besetzt ist. Da trotzdem ein Konsonant im Silbenendrand folgt, die Vokalqualität sich aber nicht ändert, muss der Buchstabe, der den Silbenendrand symbolisiert, anders notiert werden als beim Typ <Hüfte>. Dafür haben Kinder verschiedene Lösungsmöglichkeiten gefunden, z. B. durch Einfügen einer „Besenkammer“, eines „Kellers“, eines „Dachausbaus“ oder eines „Balkons“ als Ort für diesen Konsonantenbuchstaben (vgl. Röber (2009:166)).
Sind diese vier Wortgestalten erarbeitet, stehen andere Aspekte der Orthographie im Vordergrund, z. B. die morphologische Konstantschreibung (vgl. Röber (2009:168)). Bredel (2010, hier dargestellt nach Bredel/Fuhrhop/Noack (2011:109-12)) zeigt, wie auf der Grundlage des Häusermodells die morphologische Struktur von Anfang an mitbetrachtet werden kann, indem das erste „Zimmer“ der „Garage“ genau so eingefärbt wird wie das „Haus“. So wird deutlich, dass das „Haus“ zusammen mit dem ersten „Zimmer“ der „Garage“ dem Wortstamm entspricht, was besonders bei Verben ins Auge fällt, z. B. bei <legen>: Die Trennung zwischen „Haus“ und „Garage“ erfolgt an der Silbengrenze (<le> plus <gen>), die Trennung zwischen Stamm und Endung erfolgt nach <leg>, also nach dem ersten „Zimmer“ der Garage (vgl. Bredel/Fuhrhop/Noack (2011:110)). Zur Verdeutlichung der morphologischen Struktur empfehlen Bredel/Fuhrhop/Noack außerdem, die Garage nach dem ersten „Zimmer“ abzuknicken (was sie als den „Trick mit dem Knick“ bezeichnen (2011:111)).

## Silbenanalytische Methode ≠ Silbenmethode
Die Silbenanalytische Methode wird mitunter mit der sogenannten „Silbenmethode“, nach der die Fibel ABC der Tiere aus dem Mildenberger Verlag verfährt, verwechselt, da diese Fibel die Visualisierung von Wortgestalten mithilfe von „Haus“ und „Garage“ übernommen hat. Die „Silbenmethode“ ist aber an die Silbenanalytische Methode nur angelehnt und setzt sie nicht konsequent um. Dies wird z. B. daran deutlich, dass die ersten der dort eingeführten Wörter (<Mimi>, <Mio>, <Momo>, <Mia> und <Oma>) neben der betonten Silbe eine unbetonte Vollsilbe („Normalsilbe“) aufweisen, die für das Deutsche untypisch ist (vgl. Maas (2006:124)) 5, während die Silbenanalytische Methode auf den im Deutschen typischen Kontrast zwischen betonter (Voll-)Silbe und Reduktionssilbe setzt (vgl. Röber (2009:158)). Die früh auftretenden Wörter <Mimi> (ABC der Tiere, S. 4) und <Mama> (ABC der Tiere, S. 8) sind außerdem Schärfungswörter, deren Schreibung mit nur einem intervokalischen Konsonantenbuchstaben für die Orthographie des Deutschen nicht repräsentativ ist (siehe oben zum Typ <Hütte>). Dies entspricht ebenfalls nicht dem Prinzip der Silbenanalytischen Methode, wonach die Schrift den Kindern gezielt so zu präsentieren ist, dass ihre Regularitäten entdeckt werden können (vgl. Röber (2009:152,156)). Ein weiterer zentraler Unterschied besteht darin, dass bei den differenzierenden Färbungen der Silben im ABC der Tiere die Farbgebungen nicht konsequent zur Unterscheidung von betonten und unbetonten Silben, die für das Lesen eine entscheidende Rolle spielen, genutzt wird, und dass die Doppelbuchstaben der Schärfungswörter auf beide Silbenschreibungen verteilt werden.

## Arbeitsmaterialien auf der Basis der Silbenanalytischen Methode
Praktische Umsetzungen der Silbenanalytischen Methode finden sich zum Beispiel für die Sprachförderung im Kindergarten bei Tophinke (2003), für den Erstlese- und -schreibunterricht bei Röber (2016), für die Leseförderung bei Lehker (2013), für den schulischen (Förder-)Unterricht und lerntherapeutische Maßnahmen bei Düwel-Brünig (2013/2015) und Lehker/Düwel-Brünig (2016).

## Rezeption
In der didaktischen Diskussion um Konzepte zum Schrifterwerb ist die Silbenanalytische Methode nicht unumstritten, da ihre an der Sprachwissenschaft orientierte Darstellung orthographischer Strukturen als „trocken“, „einengend“ und „nicht kindgemäß“ aufgefasst wird (vgl. Fuchs/Röber-Siekmeyer (2002:121), vgl. a. Thomé (2018, Kap. 3.1: Konzepte des Rechtschreibunterrichts)). Fuchs und Röber-Siekmeyer (2002:121) halten dem jedoch entgegen, dass „Lernfreude […] in hohem Maße an das Gelingen von Lernprozessen gebunden sei und dass das Gelingen schriftsprachlicher Lernprozesse durch die in der Silbenanalytischen Methode praktizierte ‚strukturierende Erarbeitung‘ (2002:121) – z. B. unterstützt durch entsprechendes Liedmaterial – ermöglicht werde.“ Motivation wird verstärkt durch Erfolg – bleibt der Erfolg aus, stirbt bekanntlich die Motivation. Empirische Vergleichsstudien liegen erst wenige vor. Eine Studie zeigt einen großen Effekt der Methode schon beim Lesen als auch beim Schreiben im zweiten Schuljahr im Vergleich zu anderen Methoden (Rautenberg 2012), was für die wichtige Automatisierung des Lernens der Kinder zu einem schon frühen Zeitpunkt spricht. Die relativ schnelle Kompetenzentwicklung beschreibt auch Weinhold in einem Aufsatz (2006), zeigt jedoch in einem späteren Aufsatz einen Gleichstand der verglichenen Klassen am Ende der Grundschulzeit (2009, sie hat ihre Untersuchung allerdings noch nicht veröffentlicht, so dass eine Diskussion ihrer Ergebnisse bisher nicht möglich ist).